# William Styles
William Kensett Styles (* 11. Oktober 1874 in London; † 8. April 1940 in Seaford) war ein britischer Sportschütze.

## Erfolge
William Styles nahm an den Olympischen Spielen 1908 in London und 1912 in Stockholm mit dem Kleinkalibergewehr teil. 1908 war er einer von acht Schützen im Wettbewerb auf das verschwindende Ziel, die mit 45 Punkten den Bestwert erzielt hatten. Nach Auswertung der Ziele wurde er zum Olympiasieger vor Harold Hawkins und Edward Amoore erklärt. Den Wettbewerb auf das sich bewegende Ziel beendete er auf dem neunten Rang. Vier Jahre später gewann er im Mannschaftswettbewerb auf das verschwindende Ziel die Silbermedaille, nachdem er gemeinsam mit seinem Schwiegervater William Pimm, Joseph Pepé und William Milne den Wettkampf hinter der schwedischen und vor der US-amerikanischen Mannschaft auf dem zweiten Platz beendet hatte. Dabei erzielte er mit 219 Punkten das schwächste Ergebnis der britischen Schützen. In der Einzelkonkurrenz kam er nicht über den 13. Platz hinaus, im liegenden Anschlag gelang ihm lediglich der 27. Platz.